# Elisha Kruize
Elisha Kruize (Almere, 12 april 2003) is een voetbalspeelster uit Nederland. Ze speelt als aanvaller voor FC Utrecht.

## Carrière
Kruize speelde in haar jeugdjaren voor ASC Waterwijk, SC Buitenveldert en FC Amsterdam. Vervolgens stapt ze in 2020 over naar de jeugdopleiding van Ajax.
Op 2 oktober 2022 maakte Kruize haar debuut voor Ajax in de Vrouwen Eredivisie in een thuiswedstrijd tegen Sc Heerenveen door in de 85ste minuut in te vallen voor Tiny Hoekstra. In een thuiswedstrijd tegen VV Alkmaar op 26 maart 2023 maakt Kruize haar eerste doelpunt in de Vrouwen  Eredivisie.
In 2023 maakte Kruize de overstap naar FC Utrecht dat in het seizoen 2023/24 haar rentree maakte in de Vrouwen Eredivisie.
Op 10 september 2023 maakte Kruize haar debuut voor FC Utrecht in een thuiswedstrijd tegen Feyenoord.

## Statistieken
| Seizoen | Club       | Competitie | Competitie | Competitie | Beker | Beker | Overig | Overig | Totaal | Totaal |
| Seizoen | Club       | Competitie | Wed.       | Dlp.       | Wed.  | Dlp.  | Wed.   | Dlp.   | Wed.   | Dlp.   |
| ------- | ---------- | ---------- | ---------- | ---------- | ----- | ----- | ------ | ------ | ------ | ------ |
| 2022/23 | Ajax       | Eredivisie | 6          | 2          | 2     | 1     | 0      | 0      | 8      | 3      |
| 2023/24 | FC Utrecht | Eredivisie | 9          | 0          | 0     | 0     | 0      | 0      | 9      | 0      |
| Totaal  | Totaal     | Totaal     | 15         | 2          | 2     | 1     | 0      | 0      | 17     | 3      |

Bijgewerkt t/m 13 januari 2024.

## Internationaal
Elisha Kruize is jeugdinternational geweest van Nederland onder 17. Hiervoor maakte ze haar debuut op 25 oktober 2019.